# Bognár Stefánia
Bognár Stefánia (Rábahídvég, 1937. november 22. – 2023. április 25.) magyar költő, matematikatanár.

## Szakmai pályafutása
Matematika–fizika–ábrázoló geometria szakos tanárként dolgozott a vasvári gimnáziumban, a körmendi főiskolán- Majd a szombathelyi Berzsenyi Dániel Főiskolán (ma Savaria Egyetem) tevékenykedett, ahol főiskolai adjunktus volt (1974-től főiskolai docens), analízist és elemi matematikát oktatott. Több mint harminc irodalmi antológiában jelentek meg írásai.

## Költői munkássága
Pedagógusként nem alkotott irodalmi műveket, de oktatói tevékenységét befejezve nyugdíjazása után verseket és más irodalmi alkotásokat kezdett írni. Az első időben Eleinte az íróasztalfióknak alkotott, később azonban vállalta a művészi megmérettetést és a nyilvánosságot. Folyóiratokban és antológiákban publikált és saját kötetei is megjelentek. 
Alkotásainak egyik gyakori versformája a szonettkoszorú. Több irodalmi díjat nyert a Batsányi-Cserhát Művész Kör tagjaként. 2009-ben megválasztották a Miskolci Irodalmi Rádió legjobb szerzőjévé. Szépség című szonettkoszorúja 2011-ben az Őszidő pályázaton kiemelt minősítést nyert Tatabányán.

## Költészetéről
Aforizmáiban sajátosan ötvöződnek a matematika és a poézis erényei. Létképletei pontosak, mélyértelműek; ha a gondolatfutam úgy kívánja, akkor metszően ironikusak, ha másként, akkor finoman árnyaltak, lírai rajzolatúak. Akárcsak a „szerzőtárs”, Tombor Balázs míves rajzai. Bognár Stefánia megtanulta e komoly, frappáns műfaj remekíróitól – antik auktorok, középkori bölcselők, modernkori filozopterek – az „ismerd meg önmagad” imperatívuszát. Ezért tud és mer szellemes lenni: „Vigyázz, nehogy sajnáljanak azért, amiért irigységet vársz!”

## Antológiák
- Antalfy István, A. Vadász Piroska: Kláris antológia '08 – Kláris antológia sorozat, Uránusz Kiadó, 2008 ISBN 978-963-9599-75-8[6]
- Balogh József, Nagy János: Párversek – Vas megyei költők antológiája, Városkapu Kiadó, 2005
- Balázs Sándor, Szabó Zsolt: Szonettek – főhajtás Faludy György emléke előtt, Csongrád, Raszter Könyvkiadó & Nyomda, 2010 ISBN 978-963-801-360-6[7]

## Kötetei
- Emberé az álmodás, Accordia Kft, Budapest, 2004 ISBN 9639502634
- Tűz-tükrök, Accordia Kft, Budapest, 2005 ISBN 9638341254
- Szabálytalan szivárvány – hét szonettkoszorú, Littera Nova Kiadó, Budapest, 2007 ISBN 9789639643116
- Létképletek – 365 aforizma, Littera Nova Kiadó, Budapest, 2007 ISBN 9789639643154
- Szerelem királyi korban – Versdráma, Littera Nova Kiadó, Budapest, 2008 ISBN 9789639643260
- Semper Vireo, Littera Nova Kiadó, Budapest, 2009 ISBN 9789639643420
- Párhuzamos görbék – Bognár Stefánia és Balázs Tibor közös kötete, Littera Nova Kiadó, Budapest, 2011 ISBN 9789639643611
- Perseidák. Válogatott és új versek, 1997–2013; Littera Nova, Bp., 2013
- A jelen örök. Négysorosok; Littera Nova, Bp., 2016
- Zenélő névjegy; Irodalmi Rádió, Miskolc, 2017
- Időutazás; Irodalmi Rádió, Miskolc, 2019
- Kék rózsa; Irodalmi Rádió, Miskolc, 2020
- Hullámzás; Irodalmi Rádió, Miskolc, 2022

## Irodalmi elismerései
- Cserhát Művészkör – József Attila oklevél
- Cserhát Művészkör – Art-díj (2010)[8]
- Cserhát Művészkör – Kiváló költő
- Irodalmi Rádió – legjobb szerző (2009)[9]